# Intelsat 27
O Intelsat 27 (IS-27) foi um satélite de comunicação geoestacionário construído pela Boeing Satellite Systems. Ele estava planejado para ser colocado na posição orbital de 55,5 graus de longitude oeste e seria era operado pela Intelsat. O satélite foi baseado na plataforma BSS-702MP e sua expectativa de vida útil é de 15 anos.
Ele ofereceria banda C (com 20 transponders) para as Américas e Europa, banda Ku (com 20 transponders) para o Brasil (ou México, ou Atlântico Norte) e banda UHF (com 20 transponders).

## Lançamento
O satélite foi lançado com sucesso ao espaço no dia 1 de fevereiro de 2013 às 06:56 UTC, por meio de um veículo Zenit-3SL a partir da plataforma de lançamento marítima da Sea Launch, a Odyssey. Ele tinha uma massa de lançamento de 6241 kg.

### Falha crítica no lançamento
A missão de lançamento do satélite Intelsat 27 comandada pela empresa norte-americana Sea Launch em 1 de Fevereiro de 2013 foi um fracasso. Cerca de 40 segundos após a decolagem, o foguete russo Zenit-3SL que carregava o satélite, teve seus motores desligados pela Sea Launch pois estava indo na direção errada e o Intelsat 27 caiu no Oceano Pacífico. As causas da falha ainda estão sendo apuradas.